# Люди будущего
«Лю́ди бу́дущего» (англ. The Tomorrow People) — американский научно-фантастический телесериал, созданный Роджером Прайсом. Основан на одноимённом британском телесериале 1970-х годов. В сериале рассказывается о группе молодых людей, обладающих сверхъестественными силами, которые они получили в результате эволюции.
«Люди будущего» транслировался по средам в 20:00 по восточному времени и в 19:00 по центральному на телеканале The CW после телесериала «Стрела», начиная с 9 октября 2013 года. 8 мая 2014 года канал закрыл сериал из-за низких рейтингов.

## Сюжет
Людьми будущего называют тех, кто в результате эволюции получили суперспособности (так называемые «три Т»: телепатия, телепортация и телекинез). Сериал рассказывает о Стивене Джеймисоне, парне, который унаследовал способности от своего отца. Его отец пропал много лет назад, когда пытался найти место, где люди будущего могли бы жить в мире. За людьми будущего охотится организация под названием «Ультра», которая использует людей с суперспособностями, чтобы выслеживать и нейтрализовать других людей будущего.

## В ролях

### Основной состав
- Робби Амелл — Стивен Джеймисон
- Пейтон Лист — Кара Кобёрн
- Люк Митчелл — Джон Янг
- Аарон Ю — Расселл Квон
- Мэделин Манток — Астрид Финч
- Марк Пеллегрино — Джедикая Прайс

### Второстепенный состав
| - Сара Кларк — Марла Джеймисон - Джейкоб Коган — Лука Джеймисон - Джеффри Пирс — Джек Джеймисон / Роджер Прайс - Алекса Вега — Хилари Коул - Мета Голдинг — Дарси Николс - Митчелл Каммен — маленький Джон Янг - Дэн Стивенс — TIM (голос) | - Мадлен Артур — Шарлотта Тейлор - Бен Холлингсворт — агент Трой - Карли Поуп — Морган Бёрк - Николас Янг — Алдус Крик - Серинда Суон — Кассандра Смит - Саймон Мерреллс — Хью Батори «Основатель» - Ливен Рамбин — Натали |

## Эпизоды
| №  | Название                                                 | Режиссёр           | Автор сценария                                                                     | Дата премьеры   | Произв. код | Зрители в США (млн) |
| -- | -------------------------------------------------------- | ------------------ | ---------------------------------------------------------------------------------- | --------------- | ----------- | ------------------- |
| 1  | «Pilot» «Пилот»                                          | Дэнни Кэннон       | Телесценарий: Фил Клеммер                                                          | 9 октября 2013  | 296845      | 2,32                |
| 2  | «In Too Deep» «В прошлое»                                | Дэнни Кэннон       | История: Грег Берланти и Фил Клеммер Телесценарий: Фил Клеммер и Джефф Рейк        | 16 октября 2013 | 2J7952      | 2,15                |
| 3  | «Girl, Interrupted» «Прерванная жизнь»                   | Дэнни Кэннон       | Мика Шрафт и Пэм Визи                                                              | 23 октября 2013 | 2J7953      | 1,92                |
| 4  | «Kill or Be Killed» «Убей или умри»                      | Гай Би             | Николас Уоттон и Алекс Катснельсон                                                 | 30 октября 2013 | 2J7954      | 1,72                |
| 5  | «All Tomorrow's Parties» «Вечеринки всех людей будущего» | Ник Копус          | Ли Дана Джексон и Грейн Годфри                                                     | 6 ноября 2013   | 2J7955      | 1,56                |
| 6  | «Sorry for Your Loss» «Извини за твою потерю»            | Нейтан Хоуп        | Джефф Рейк и Рэй Утерначитт                                                        | 13 ноября 2013  | 2J7956      | 1,65                |
| 7  | «Limbo» «Заточение»                                      | Феликс Алкала      | Николас Уоттон и Мика Шрафт                                                        | 20 ноября 2013  | 2J7957      | 1,70                |
| 8  | «Thanatos» «Танатос»                                     | Роб Бейли          | История: Грег Берланти и Фил Клеммер Телесценарий: Фил Клеммер и Алекс Катснельсон | 4 декабря 2013  | 2J7958      | 1,74                |
| 9  | «Death's Door» «Дверь смерти»                            | Лесли Либман       | История: Грег Берланти и Фил Клеммер Телесценарий: Пэм Визи и Ли Дана Джексон      | 11 декабря 2013 | 2J7959      | 1,44                |
| 10 | «The Citadel» «Цитадель»                                 | Эгиль Эгилссон     | Джефф Рейк и Грейн Годфри                                                          | 15 января 2014  | 2J7960      | 1,46                |
| 11 | «Rumble» «Схватка»                                       | Ник Копус          | Николас Уоттон и Рэй Утарначитт                                                    | 22 января 2014  | 2J7961      | 1,38                |
| 12 | «Sitting Ducks» «Легкая добыча»                          | Дермотт Доунс      | Фил Клеммер и Мика Шрафт                                                           | 29 января 2014  | 2J7962      | 1,72                |
| 13 | «Things Fall Apart» «Все рушится»                        | Майкл Шульц        | Алекс Катснельсон и Ли Дана Джексон                                                | 5 февраля 2014  | 2J7963      | 1,39                |
| 14 | «Brother's Keeper» «Сторож брату своему»                 | Гай Би             | Джефф Рейк и Грейн Годфри                                                          | 26 февраля 2014 | 2J7964      | 1,49                |
| 15 | «Enemy of My Enemy» «Враг моего врага»                   | Стивен А. Адельсон | Фил Клеммер и Рэй Утарначитт                                                       | 5 марта 2014    | 2J7965      | 1,24                |
| 16 | «Superhero» «Супергерой»                                 | Дермотт Доунс      | Мика Шрафт и Алекс Катснельсон                                                     | 17 марта 2014   | 2J7966      | 1.17                |
| 17 | «Endgame» «Эндшпиль»                                     | Джейс Александр    | Николас Уоттон и Андерсон МакКензи                                                 | 24 марта 2014   | 2J7967      | 0,78                |
| 18 | «Smoke and Mirrors» «Дым и зеркала»                      | Дермотт Доунс      | Джефф Рейк и Ли Дана Джексон                                                       | 31 марта 2014   | 2J7968      | 1,10                |
| 19 | «Modus Vivendi» «Модус вивенди»                          | Оз Скотт           | Рэй Утарначитт и Грейн Годфри                                                      | 14 апреля 2014  | 2J7969      | 1,06                |
| 20 | «A Sort of Homecoming» «Что-то вроде возвращения домой»  | Джон Беринг        | Джефф Рейк и Алекс Катснельсон                                                     | 21 апреля 2014  | 2J7970      | 0,76                |
| 21 | «Kill Switch» «Смена цели»                               | Дермотт Доунс      | Мика Шрафт и Ли Дана Джексон                                                       | 28 апреля 2014  | 2J7971      | 0,93                |
| 22 | «Son of Man» «Сын человека»                              | Венди Станцлер     | Фил Клеммер                                                                        | 5 мая 2014      | 2J7972      | 1,01                |

## Приём критиков
На основе смешанных отзывов на Metacritic шоу получило 50 из 100 баллов.